# 金牌拳手：父仇
是一部於2018年上映的美國運動劇情片，由小史蒂文·卡普爾執導，2015年電影《金牌拳手》的續集。由麥可·B·喬丹、席維斯·史特龍、泰莎·湯普森、佛洛里安·蒙特亞努和杜夫·朗格主演。
電影2018年11月21日在美國上映。這部電影獲得正面為主的評價，特別是世代主題和麥可·B·喬丹的執導獲得肯定，但也有部分影評家指稱劇情趨向可預測的模式。

## 劇情
敘述阿丹尼斯·「唐尼」·克德在與碧昂卡結婚並生下一個女兒後，於親情牽絆之中再度接受洛基·巴波亞的嚴格訓練以迎接與維克多·卓格（洛基的前蘇聯對手伊凡·卓格之子）第二次對戰的過程，以及賽後卓格父子間關係昇華、洛基父子間破除隔閡、唐尼對已逝父親阿波羅的承續的故事。

## 演員
- 麥可·B·喬丹飾演阿丹尼斯·克德（英语：Adonis"Donnie" Creed）
- 席維斯·史特龍飾演洛基·巴波亞（英语：Rocky Balboa）
- 泰莎·湯普森飾演碧昂卡[3]
- 杜夫·朗格飾演伊凡·卓格（英语：Ivan Drago）[3]
- 佛洛里安·蒙特亞努飾演維克多·卓格[3]

## 製作

### 拍攝
主體攝影於2018年3月16日在費城進行。

## 發行
2016年1月，宣布電影將於2018年11月21日在美國上映。

## 續集
2018年12月，席維斯·史特龍表達了對德翁泰·懷爾德在第三集中扮演克拉伯·朗恩的兒子感興趣，麥可·B·喬丹同意將其作為續集製作。史特龍和喬丹共同表達了對下一部分情節中，這樣一個角色的興趣，而史特龍則表示他不會反對演員選擇。2019年9月，喬丹正式確認處於積極開發中。

## 反響

### 評價
總匯媒體網站爛番茄根據272條評論，該片新鮮度84%，平均得分為6.91 / 10。在Metacritic上的得分為66分（滿分為100分）。

## 外部連結
- 互联网电影数据库（IMDb）上《金牌拳手：父仇》的资料（英文）
- Box Office Mojo上《金牌拳手：父仇》的資料（英文）
- Metacritic上《金牌拳手：父仇》的資料（英文）
- 爛番茄上《金牌拳手：父仇》的資料（英文）
- AllMovie上《金牌拳手：父仇》的资料（英文）
- 開眼電影網上《金牌拳手：父仇》的資料（繁體中文）
- 豆瓣电影上《金牌拳手：父仇》的資料 （简体中文）
- 时光网上《金牌拳手：父仇》的資料（简体中文）